# Nicolás Fuchs
Nicolás Fuchs Sierlecki, né le 10 août 1982 à Lima, est un pilote de rallyes péruvien.

## Biographie
Il commence sa carrière en sports mécaniques en 2005, lors du Rallye de la Présidence de la République national (qu'il remporte en 2007 dans la catégorie Gr.N4).
Son meilleur résultat en WRC est une 11e place dès 2009, lors du Rallye d'Argentine sur Subaru Impreza STi. De 2009 à 2013 il participe à plus d'une vingtaine de courses en mondial.
Son écurie en championnat national est le FRT Rally team (après des débuts avec Barattero team), et en P-WRC le Symtech Racing team depuis 2011.
Il devient en juillet 2013 lors du rallye de Sardaigne le premier pilote de son pays à remporter un titre mondial en compétitions de rallyes.

## Palmarès (au 30/11/2013)

### Titres
- Champion du monde WRC-2 : Production Cup: 2013 (dès le mois de juillet, sur Mitsubishi Lancer Evo IX/X, copilote l'argentin Fernando Mussano pour le championnat du monde des copilotes WRC-2 : Production Cup);
- Champion NACAM des rallyes en 2010 sur Mitsubishi Lancer Evo IX/X (Gr.N), du FRT team (copilote son compatriote Juan Pedro Cilloniz);
- Quintuple Champion du Pérou des rallyes consécutivement, en 2007, 2008, 2009 et 2010 (copilote J.P.Cilloniz, sur Mitsubishi Lancer Evo IX), et 2011 (copilotes Ive Bromberg et Rubén Garcia, sur Mitsubishi Lancer Evo IX);
- Champion du Pérou ACH 1600 (Coupe “Auto 2006” des 25 ans), en 2006;
  - Vice-champion d'Amérique du Sud CODASUR des rallyes en 2008.

### 6 victoires en WRC-2 Production cup

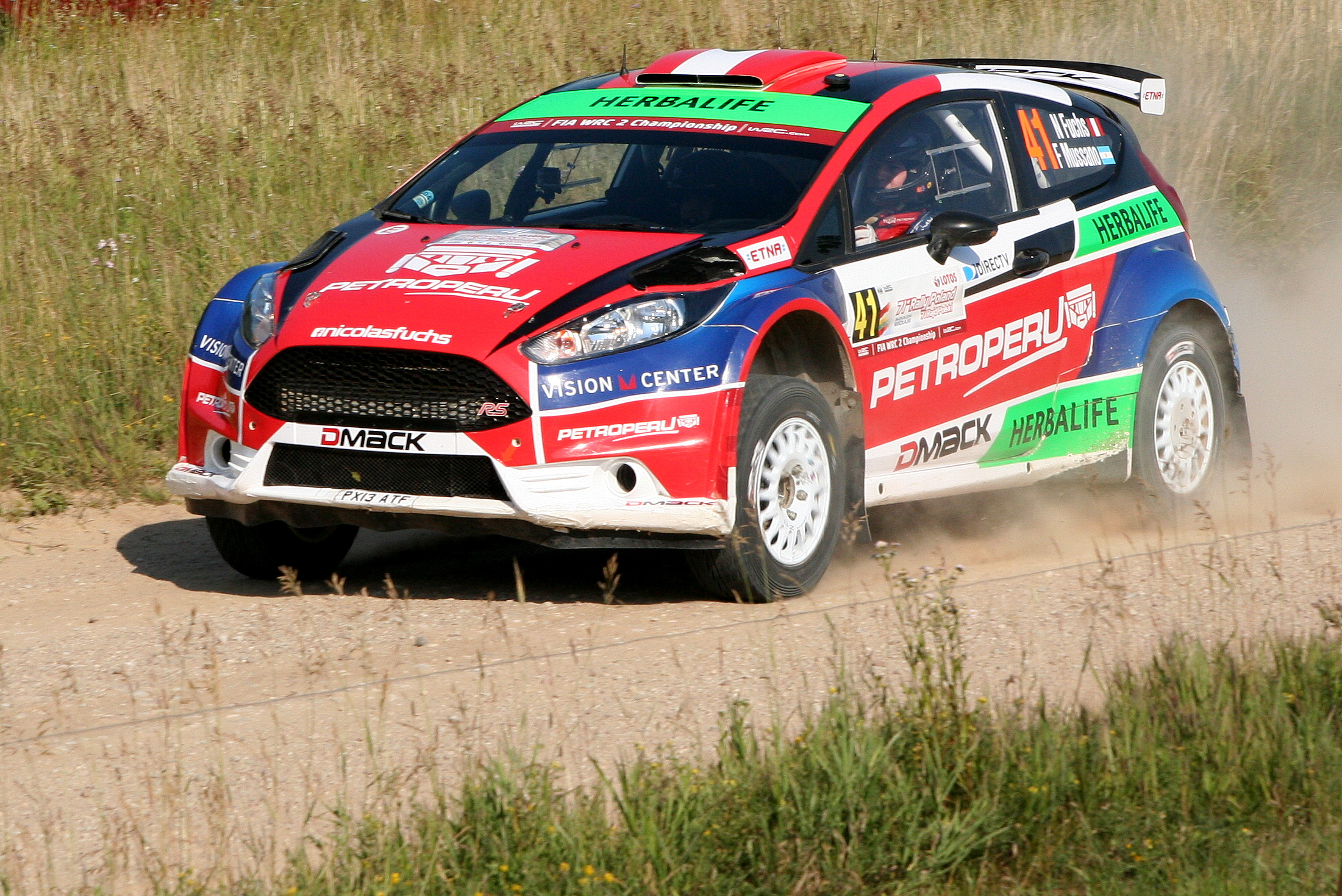
Nicolás Fuchs au rallye de Pologne 2014.

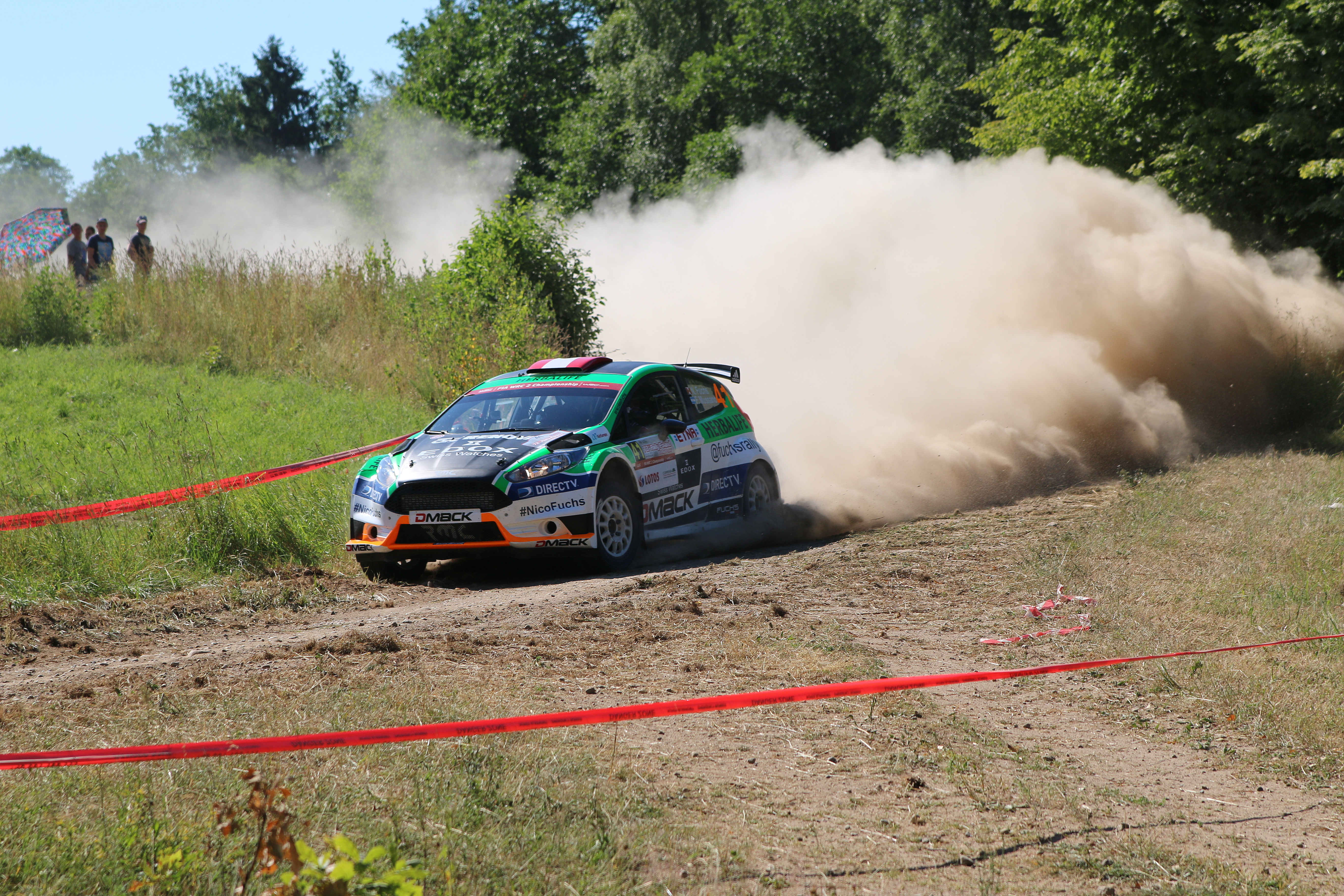
Nicolás Fuchs au rallye de Pologne 2015.

- Rallye de Sardaigne: 2012 et 2013;
- Rallye d'Argentine: 2013;
- Rallye du Mexique: 2013;
- Rallye du Portugal: 2013;
- Rallye de Grèce: 2013;
  - 2e du rallye de Suède: 2013;
  - 2e du rallye d'Espagne: 2013;

### 5 victoires en Championnat NACAM des rallyes
- Rallye de la Sierra du Tigre: 2010 (Mexique);
- Rallye de la côte du Pacifique: 2010 (Costa Rica);
- Rallye d'Abangaritos 2.0: 2010 (Costa Rica);
- Rallye de Rio Jimenez: 2010 (Costa Rica);
- Rallye de Cusco: 2012;

### Quelques victoires en championnat du Pérou
- Rallye de la Présidence de la République: 2007 (sa première en championnat);

...
- Rallye de la Coupe de l'Inca: 2010;
- Rallye de la nation Chanka: 2010;
- Rallye Claro Huánuco: 2010;
- Rallye de la région de Junín: 2010;
- Rallye de Cañete: 2010;

...

### 2 victoires auRallye Chemins de l'Inca
- 2009: copilote J-P.Cilloniz, sur Mitsubishi Lancer Evo IX (dès sa première participation);

- 2012: copilote Ive Bromberg, sur Mitsubishi Lancer Evo IX;

### Victoire en championnat d'Argentine
- Rallye de Los Caudillos: 2013.